# 江角千代次郎
江角 千代次郎（えずみ ちよじろう、1864年12月16日（元治元年11月18日）- 1934年（昭和9年）6月19日）は、明治から大正期の地主、農業経営者、政治家、銀行家。衆議院議員。号・楽所、有所。

## 経歴
出雲国出雲郡坂田村（島根県出雲郡坂田村、出東村、簸川郡出東村、斐川村、斐川町を経て現出雲市）で、大地主・江角権蔵、すい の長男として生まれる。普通学を学び、黒田龍二から漢学を、雨森精斎から和漢の歴史を学んだ。

村会議員、町村組合会議員、簸川郡会議員、徴兵参事員、所得税調査委員などを務めた。1898年（明治31年）8月、第6回衆議院議員総選挙（島根県第3区）で初当選し、その後、第9回総選挙まで3回再選され、最後は大同倶楽部に所属し衆議院議員に連続4期在任した。
また、公共、慈善事業に多額の寄付を行い、実業界では、湖西銀行取締役、同頭取を務め、1926年（大正15年）に隠居した。

## 国政選挙歴
- 第6回衆議院議員総選挙（島根県第3区、1898年8月、無所属）当選[6]
- 第7回衆議院議員総選挙（島根県郡部、1902年8月、帝国党）当選[8]
- 第8回衆議院議員総選挙（島根県郡部、1903年3月、帝国党）当選[8]
- 第9回衆議院議員総選挙（島根県郡部、1904年3月、帝国党）当選[8]